# Leila Barbara
Leila Barbara (São Paulo, 9 de abril de 1938 – São Paulo, 2 de junho de 2024) foi uma linguista brasileira conhecida por seus trabalhos em linguística aplicada e linguística sistêmico-funcional, teoria em que é considerada pioneira no Brasil. Era professora titular da Pontifícia Universidade Católica de São Paulo, da qual foi reitora de 1988 a 1992.
Era filha dos imigrantes sírios Camel Barbara e Malka Gabase.